# Jade Puget
Jade Errol Puget, ameriški punk kitarist, * 28. november 1973, Santa Rosa, Kalifornija, ZDA.